# 鄭在恩 (運動員)
郑在恩（1980年1月11日—），女，韩国跆拳道运动员。她在2000年悉尼奥运会中，参加了女子跆拳道比赛，并获得57公斤级项目金牌。除此之外，她也曾获得三枚世界锦标赛奖牌。